# The 20/20 Experience World Tour
The 20/20 Experience World Tour è il terzo tour mondiale del cantautore statunitense Justin Timberlake.

## Scaletta
1. "Pusher Love Girl"
2. "Gimme What I Don't Know (I Want)" / "Rock Your Body"
3. "Don't Hold the Wall"
4. "FutureSex/LoveSounds"
5. "Like I Love You"
6. "My Love"
7. "TKO"
8. "Strawberry Bubblegum"
9. "Summer Love"
10. "LoveStoned"
11. "Until the End of Time"
12. "Holy Grail" / "Cry Me a River"
13. "Only When I Walk Away"
14. "True Blood"
15. "Drink You Away"
16. "Tunnel Vision"
17. "Señorita"
18. "Let the Groove Get In"
19. "Heartbreak Hotel"
20. "Not a Bad Thing"
21. "Human Nature"
22. "What Goes Around... Comes Around"
23. "Cabaret"
24. "Take Back the Night"
25. "Jungle Boogie" / "Murder" / "Poison"
26. "Suit & Tie"
27. "SexyBack"
28. "Mirrors"

## Date concerti e incassi
| Data              | Città                | Stato               | Luogo                         | Biglietti venduti / Biglietti disponibili | Incasso                           |
| Nord America      | Nord America         | Nord America        | Nord America                  | Nord America                              | Nord America                      |
| ----------------- | -------------------- | ------------------- | ----------------------------- | ----------------------------------------- | --------------------------------- |
| 6 novembre 2013   | New York             | Stati Uniti         | Barclays Center               | 14,513 / 14,513                           | $1,970,335                        |
| 7 novembre 2013   | Hartford             | Stati Uniti         | XL Center                     | 11,967 / 11,967                           | $1,106,260                        |
| 9 novembre 2013   | East Rutherford      | Stati Uniti         | Izod Center                   | 16,110 / 16,110                           | $1,986,193                        |
| 10 novembre 2013  | Filadelfia           | Stati Uniti         | Wells Fargo Center            | 15,027 / 15,027                           | $1,676,011                        |
| 13 novembre 2013  | Raleigh              | Stati Uniti         | PNC Arena                     | 14,027 / 14,027                           | $1,567,060                        |
| 15 novembre 2013  | Nashville            | Stati Uniti         | Bridgestone Arena             | 14,415 / 14,415                           | $1,532,945                        |
| 16 novembre 2013  | Columbus             | Stati Uniti         | Nationwide Arena              | 14,764 / 14,764                           | $1,555,185                        |
| 18 novembre 2013  | Memphis              | Stati Uniti         | FedExForum                    | 14,005 / 14,005                           | $1,399,215                        |
| 19 novembre 2013  | St. Louis            | Stati Uniti         | Scottrade Center              | 15,519 / 15,519                           | $1,540,510                        |
| 21 novembre 2013  | Tulsa                | Stati Uniti         | BOK Center                    | 13,341 / 13,341                           | $1,519,185                        |
| 26 novembre 2013  | Los Angeles          | Stati Uniti         | Staples Center                | 14,414 / 14,414                           | $1,613,042                        |
| 27 novembre 2013  | Anaheim              | Stati Uniti         | Honda Center                  | 12,183 / 12,183                           | $1,411,295                        |
| 29 novembre 2013  | Las Vegas            | Stati Uniti         | MGM Grand Garden Arena        | 25,718 / 25,718                           | $3,683,089                        |
| 30 novembre 2013  | Las Vegas            | Stati Uniti         | MGM Grand Garden Arena        | 25,718 / 25,718                           | $3,683,089                        |
| 2 dicembre 2013   | Phoenix              | Stati Uniti         | U.S. Airways Center           | 13,782 / 13,782                           | $1,578,563                        |
| 4 dicembre 2013   | Dallas               | Stati Uniti         | American Airlines Center      | 14,820 / 14,820                           | $1,671,448                        |
| 5 dicembre 2013   | Houston              | Stati Uniti         | Toyota Center                 | 12,892 / 12,892                           | $1,567,629                        |
| 11 dicembre 2013  | Indianapolis         | Stati Uniti         | Bankers Life Fieldhouse       | 13,797 / 13,797                           | $1,372,447                        |
| 12 dicembre 2013  | Cleveland            | Stati Uniti         | Quicken Loans Arena           | 15,452 / 15,452                           | $1,476,065                        |
| 14 dicembre 2013  | Pittsburgh           | Stati Uniti         | Consol Energy Center          | 14,371 / 14,371                           | $1,490,160                        |
| 15 dicembre 2013  | Louisville           | Stati Uniti         | KFC Yum! Center               | 16,414 / 16,414                           | $1,692,785                        |
| 17 dicembre 2013  | Atlanta              | Stati Uniti         | Philips Arena                 | 13,287 / 13,287                           | $1,687,436                        |
| 19 dicembre 2013  | Orlando              | Stati Uniti         | Amway Center                  | 13,434 / 13,434                           | $1,521,365                        |
| 13 gennaio 2014   | Edmonton             | Canada              | Rexall Place                  | 26,873 / 26,873                           | $2,896,577                        |
| 14 gennaio 2014   | Edmonton             | Canada              | Rexall Place                  | 26,873 / 26,873                           | $2,896,577                        |
| 16 gennaio 2014   | Vancouver            | Canada              | Rogers Arena                  | 13,481 / 13,481                           | $1,481,451                        |
| 17 gennaio 2014   | Seattle              | Stati Uniti         | KeyArena                      | 12,357 / 12,357                           | $1,413,755                        |
| 19 gennaio 2014   | San Jose             | Stati Uniti         | SAP Center                    | 13,204 / 13,204                           | $1,549,737                        |
| 20 gennaio 2014   | Inglewood            | Stati Uniti         | The Forum                     | 13,432 / 13,432                           | $1,542,566                        |
| 22 gennaio 2014   | Denver               | Stati Uniti         | Pepsi Center                  | 13,839 / 13,839                           | $1,617,980                        |
| 7 febbraio 2014   | Fargo                | Stati Uniti         | Fargodome                     | 15,639 / 15,639                           | $1,329,810                        |
| 9 febbraio 2014   | St. Paul             | Stati Uniti         | Xcel Energy Center            | 15,102 / 15,102                           | $1,676,525                        |
| 10 febbraio 2014  | Omaha                | Stati Uniti         | CenturyLink Center            | 14,572 / 14,572                           | $1,620,130                        |
| 13 febbraio 2014  | Toronto              | Canada              | Air Canada Centre             | 30,059 / 30,059                           | $3,324,289                        |
| 14 febbraio 2014  | Toronto              | Canada              | Air Canada Centre             | 30,059 / 30,059                           | $3,324,289                        |
| 16 febbraio 2014  | Chicago              | Stati Uniti         | United Center                 | 29,293 / 29,293                           | $3,702,833                        |
| 17 febbraio 2014  | Chicago              | Stati Uniti         | United Center                 | 29,293 / 29,293                           | $3,702,833                        |
| 20 febbraio 2014  | New York             | Stati Uniti         | Madison Square Garden         | 27,763 / 27,763                           | $3,663,790                        |
| 21 febbraio 2014  | New York             | Stati Uniti         | Madison Square Garden         | 27,763 / 27,763                           | $3,663,790                        |
| 24 febbraio 2014  | Washington           | Stati Uniti         | Verizon Center                | 14,816 / 14,816                           | $1,759,759                        |
| 25 febbraio 2014  | Filadelfia           | Stati Uniti         | Wells Fargo Center            | 15,648 / 15,648                           | $1,787,142                        |
| 27 febbraio 2014  | Boston               | Stati Uniti         | TD Garden                     | 13,815 / 13,815                           | $1,622,639                        |
| 4 marzo 2014      | Sunrise              | Stati Uniti         | BB&T Center                   | 12,629 / 12,629                           | $1,517,577                        |
| 5 marzo 2014      | Miami                | Stati Uniti         | American Airlines Arena       | 13,008 / 13,008                           | $1,609,449                        |
| Europa            |                      |                     |                               |                                           |                                   |
| 30 marzo 2014     | Sheffield            | Regno Unito         | Motorpoint Arena              | 10,009 / 10,009                           | $1,305,817                        |
| 1º aprile 2014    | Londra               | Regno Unito         | O2 Arena                      | 44,795 / 44,795                           | $6,520,355                        |
| 2 aprile 2014     | Londra               | Regno Unito         | O2 Arena                      | 44,795 / 44,795                           | $6,520,355                        |
| 4 aprile 2014     | Glasgow              | Regno Unito         | The SSE Hydro                 | 20,863 / 20,863                           | $2,360,195                        |
| 5 aprile 2014     | Glasgow              | Regno Unito         | The SSE Hydro                 | 20,863 / 20,863                           | $2,360,195                        |
| 7 aprile 2014     | Manchester           | Regno Unito         | Phones 4u Arena               | 25,107 / 25,107                           | $3,300,208                        |
| 8 aprile 2014     | Manchester           | Regno Unito         | Phones 4u Arena               | 25,107 / 25,107                           | $3,300,208                        |
| 11 aprile 2014    | Birmingham           | Regno Unito         | LG Arena                      | 24,542 / 24,542                           | $3,449,688                        |
| 12 aprile 2014    | Birmingham           | Regno Unito         | LG Arena                      | 24,542 / 24,542                           | $3,449,688                        |
| 14 aprile 2014    | Zurigo               | Svizzera            | Hallenstadion                 | 27,140 / 27,140                           | $3,220,932                        |
| 16 aprile 2014    | Zurigo               | Svizzera            | Hallenstadion                 | 27,140 / 27,140                           | $3,220,932                        |
| 18 aprile 2014    | Arnhem               | Paesi Bassi         | GelreDome                     | 36,644 / 36,644                           | $3,322,812                        |
| 20 aprile 2014    | Colonia              | Germania            | Lanxess Arena                 | 30,047 / 30,047                           | $3,115,442                        |
| 22 aprile 2014    | Colonia              | Germania            | Lanxess Arena                 | 30,047 / 30,047                           | $3,115,442                        |
| 24 aprile 2014    | Berlino              | Germania            | O2 World                      | 27,447 / 27,447                           | $2,794,830                        |
| 26 aprile 2014    | Parigi               | Francia             | Stade de France               | 57,286 / 57,286                           | $5,241,720                        |
| 28 aprile 2014    | Amsterdam            | Paesi Bassi         | Ziggo Dome                    | 15,383 / 15,383                           | $1,624,794                        |
| 1º maggio 2014    | Anversa              | Belgio              | Sportpaleis                   | 36,141 / 36,141                           | $4,047,099                        |
| 2 maggio 2014     | Anversa              | Belgio              | Sportpaleis                   | 36,141 / 36,141                           | $4,047,099                        |
| 4 maggio 2014     | Amburgo              | Germania            | O2 World                      | 12,312 / 12,312                           | $1,283,422                        |
| 6 maggio 2014     | Copenaghen           | Danimarca           | Parken Stadium                | 49,398 / 49,398                           | $5,147,387                        |
| 8 maggio 2014     | Oslo                 | Norvegia            | Telenor Arena                 | 19,050 / 19,050                           | $2,087,482                        |
| 10 maggio 2014    | Stoccolma            | Svezia              | Tele2 Arena                   | 26,602 / 26,602                           | $2,648,177                        |
| 12 maggio 2014    | Helsinki             | Finlandia           | Hartwall-areena               | 12,216 / 12,216                           | $1,367,648                        |
| 15 maggio 2014    | San Pietroburgo      | Russia              | SKK Arena                     | 17,334 / 22,000                           | $1,953,844                        |
| 17 maggio 2014    | Mosca                | Russia              | Olimpiyskiy                   | 22,705 / 23,000                           | $3,845,775                        |
| Asia              |                      |                     |                               |                                           |                                   |
| 23 maggio 2014    | Abu Dhabi            | Emirati Arabi Uniti | du Arena                      | 24,873 / 24,873                           | $3,622,820                        |
| Europa            |                      |                     |                               |                                           |                                   |
| 26 maggio 2014    | Istanbul             | Turchia             | ITU Stadyumu                  | 32,459 / 35,656                           | $3,154,353                        |
| Asia              |                      |                     |                               |                                           |                                   |
| 28 maggio 2014    | Tel Aviv             | Israele             | HaYarkon Park                 | 44,634 / 49,924                           | $5,169,975                        |
| Africa            |                      |                     |                               |                                           |                                   |
| 30 maggio 2014    | Rabat                | Marocco             | OLM Souissi                   | -                                         | -                                 |
| Europa            |                      |                     |                               |                                           |                                   |
| 1º giugno 2014    | Lisbona              | Portogallo          | Parque da Bela Vista          | -                                         | -                                 |
| 3 giugno 2014     | Praga                | Rep. Ceca           | O2 Arena                      | 15,727 / 15,727                           | $1,332,516                        |
| 4 giugno 2014     | Vienna               | Austria             | Wiener Stadthalle             | 13,748 / 13,748                           | $1,598,539                        |
| 6 giugno 2014     | Berlino              | Germania            | O2 World                      | conteggiati nella data precedente         | conteggiati nella data precedente |
| 8 giugno 2014     | Francoforte sul Meno | Germania            | Commerzbank-Arena             | 38,646 / 38,646                           | $3,841,803                        |
| 10 giugno 2014    | Londra               | Regno Unito         | O2 Arena                      | conteggiati nella data precedente         | conteggiati nella data precedente |
| Nord America      |                      |                     |                               |                                           |                                   |
| 9 luglio 2014     | Buffalo              | Stati Uniti         | First Niagara Center          | 15,152 / 15,152                           | $1,412,080                        |
| 10 luglio 2014    | New York             | Stati Uniti         | Hammerstein Ballroom          | N.D.                                      | N.D.                              |
| 12 luglio 2014    | Charlotte            | Stati Uniti         | Time Warner Cable Arena       | 15,029 / 15,029                           | $1,836,091                        |
| 14 luglio 2014    | Baltimora            | Stati Uniti         | Baltimore Arena               | 12,051 / 12,051                           | $1,288,155                        |
| 16 luglio 2014    | Albany               | Stati Uniti         | Times Union Center            | 11,730 / 11,730                           | $1,127,495                        |
| 18 luglio 2014    | Uncasville           | Stati Uniti         | Mohegan Sun                   | 7,090 / 7,090                             | $785,270                          |
| 19 luglio 2014    | Boston               | Stati Uniti         | TD Garden                     | 14,119 / 14,119                           | $1,610,576                        |
| 22 luglio 2014    | Ottawa               | Canada              | Canadian Tire Centre          | 13,032 / 13,032                           | $1,293,992                        |
| 25 luglio 2014    | Montréal             | Canada              | Centre Bell                   | 30,698 / 30,698                           | $3,357,926                        |
| 26 luglio 2014    | Montréal             | Canada              | Centre Bell                   | 30,698 / 30,698                           | $3,357,926                        |
| 28 luglio 2014    | Auburn Hills         | Stati Uniti         | The Palace of Auburn Hills    | 13,527 / 13,527                           | $1,401,004                        |
| 30 luglio 2014    | Kansas City          | Stati Uniti         | Sprint Center                 | 27,458 / 27,458                           | $2,955,180                        |
| 31 luglio 2014    | Kansas City          | Stati Uniti         | Sprint Center                 | 27,458 / 27,458                           | $2,955,180                        |
| 3 agosto 2014     | New Orleans          | Stati Uniti         | Smoothie King Center          | 13,743 / 13,743                           | $1,494,735                        |
| 5 agosto 2014     | San Antonio          | Stati Uniti         | AT&T Center                   | 14,588 / 14,588                           | $1,603,585                        |
| 8 agosto 2014     | Las Vegas            | Stati Uniti         | MGM Grand Garden Arena        | 13,168 / 13,168                           | $1,908,499                        |
| 9 agosto 2014     | Glendale             | Stati Uniti         | Jobing.com Arena              | 12,573 / 12,573                           | $1,526,769                        |
| 11 agosto 2014    | San Jose             | Stati Uniti         | SAP Center                    | 13,447 / 13,447                           | $1,595,496                        |
| 12 agosto 2014    | Los Angeles          | Stati Uniti         | Staples Center                | 14,520 / 14,520                           | $1,801,834                        |
| Europa            |                      |                     |                               |                                           |                                   |
| 16 agosto 2014    | Chelmsford           | Regno Unito         | Hylands Park                  | N.D.                                      | N.D.                              |
| 17 agosto 2014    | Staffordshire        | Regno Unito         | Weston Park                   | N.D.                                      | N.D.                              |
| 19 agosto 2014    | Danzica              | Polonia             | PGE Arena Gdańsk              | 40,794 / 40,794                           | $3,878,582                        |
| 21 agosto 2014    | Parigi               | Francia             | Olympia                       | N.D.                                      | N.D.                              |
| 24 agosto 2014    | Kópavogur            | Islanda             | Kórinn Autodromo              | 17,442 / 17,442                           | $2,195,447                        |
| Oceania           |                      |                     |                               |                                           |                                   |
| 18 settembre 2014 | Melbourne            | Australia           | Etihad Stadium                | 41,777 / 41,777                           | $5,765,602                        |
| 19 settembre 2014 | Melbourne            | Australia           | Etihad Stadium                | 41,777 / 41,777                           | $5,765,602                        |
| 22 settembre 2014 | Adelaide             | Australia           | Adelaide Entertainment Centre | 12,658 / 12,658                           | $1,799,621                        |
| 23 settembre 2014 | Adelaide             | Australia           | Adelaide Entertainment Centre | 12,658 / 12,658                           | $1,799,621                        |
| 26 settembre 2014 | Brisbane             | Australia           | Brisbane Entertainment Centre | 19,757 / 19,757                           | $2,735,476                        |
| 27 settembre 2014 | Brisbane             | Australia           | Brisbane Entertainment Centre | 19,757 / 19,757                           | $2,735,476                        |
| 1º ottobre 2014   | Sydney               | Australia           | Allphones Arena               | 28,500 / 28,500                           | $5,070,062                        |
| 2 ottobre 2014    | Sydney               | Australia           | Allphones Arena               | 28,500 / 28,500                           | $5,070,062                        |
| 8 ottobre 2014    | Perth                | Australia           | Perth Arena                   | 22,519 / 22,519                           | $3,011,452                        |
| 9 ottobre 2014    | Perth                | Australia           | Perth Arena                   | 22,519 / 22,519                           | $3,011,452                        |
| 12 ottobre 2014   | Auckland             | Nuova Zelanda       | Vector Arena                  | 34,587 / 34,587                           | $4,129,997                        |
| 13 ottobre 2014   | Auckland             | Nuova Zelanda       | Vector Arena                  | 34,587 / 34,587                           | $4,129,997                        |
| 15 ottobre 2014   | Auckland             | Nuova Zelanda       | Vector Arena                  | 34,587 / 34,587                           | $4,129,997                        |
| Nord America      |                      |                     |                               |                                           |                                   |
| 20 novembre 2014  | Portland             | Stati Uniti         | Moda Center                   | 13,929 / 13,929                           | $1,499,534                        |
| 22 novembre 2014  | Oakland              | Stati Uniti         | Oracle Arena                  | 13,085 / 13,085                           | $1,475,559                        |
| 24 novembre 2014  | Inglewood            | Stati Uniti         | The Forum                     | 12,593 / 12,593                           | $1,450,586                        |
| 26 novembre 2014  | Anaheim              | Stati Uniti         | Honda Center                  | 11,704 / 11,704                           | $1,386,091                        |
| 28 novembre 2014  | Las Vegas            | Stati Uniti         | MGM Grand Garden Arena        | 12,949 / 12,949                           | $1,866,329                        |
| 1º dicembre 2014  | Houston              | Stati Uniti         | Toyota Center                 | 12,654 / 12,654                           | $1,712,300                        |
| 3 dicembre 2014   | Dallas               | Stati Uniti         | American Airlines Center      | 14,855 / 14,855                           | $1,668,554                        |
| 5 dicembre 2014   | Oklahoma City        | Stati Uniti         | Chesapeake Energy Arena       | 12,662 / 12,662                           | $1,388,971                        |
| 8 dicembre 2014   | Chicago              | Stati Uniti         | United Center                 | 14,951 / 14,951                           | $1,905,303                        |
| 10 dicembre 2014  | Toronto              | Canada              | Air Canada Centre             | 15,648 / 15,648                           | $1,675,965                        |
| 13 dicembre 2014  | Uncasville           | Stati Uniti         | Mohegan Sun                   | 7,068 / 7,068                             | $780,915                          |
| 14 dicembre 2014  | New York             | Stati Uniti         | Barclays Center               | 14,461 / 14,461                           | $1,960,366                        |
| 17 dicembre 2014  | Filadelfia           | Stati Uniti         | Wells Fargo Center            | 15,510 / 15,510                           | $1,791,973                        |
| 19 dicembre 2014  | Nashville            | Stati Uniti         | Bridgestone Arena             | 14,334 / 14,334                           | $1,597,540                        |
| 20 dicembre 2014  | Atlanta              | Stati Uniti         | Gwinnett Center               | 10,335 / 10,335                           | $1,343,945                        |
| 1º gennaio 2015   | Las Vegas            | Stati Uniti         | MGM Grand Garden Arena        | 24,799 / 24,799                           | $4,436,453                        |
| 2 gennaio 2015    | Las Vegas            | Stati Uniti         | MGM Grand Garden Arena        | 24,799 / 24,799                           | $4,436,453                        |
| Totale            | Totale               | Totale              | Totale                        | 1,986,386 / 1,999,834 (99.3%)             | $231,617,175                      |